# Kasteel van Baugé

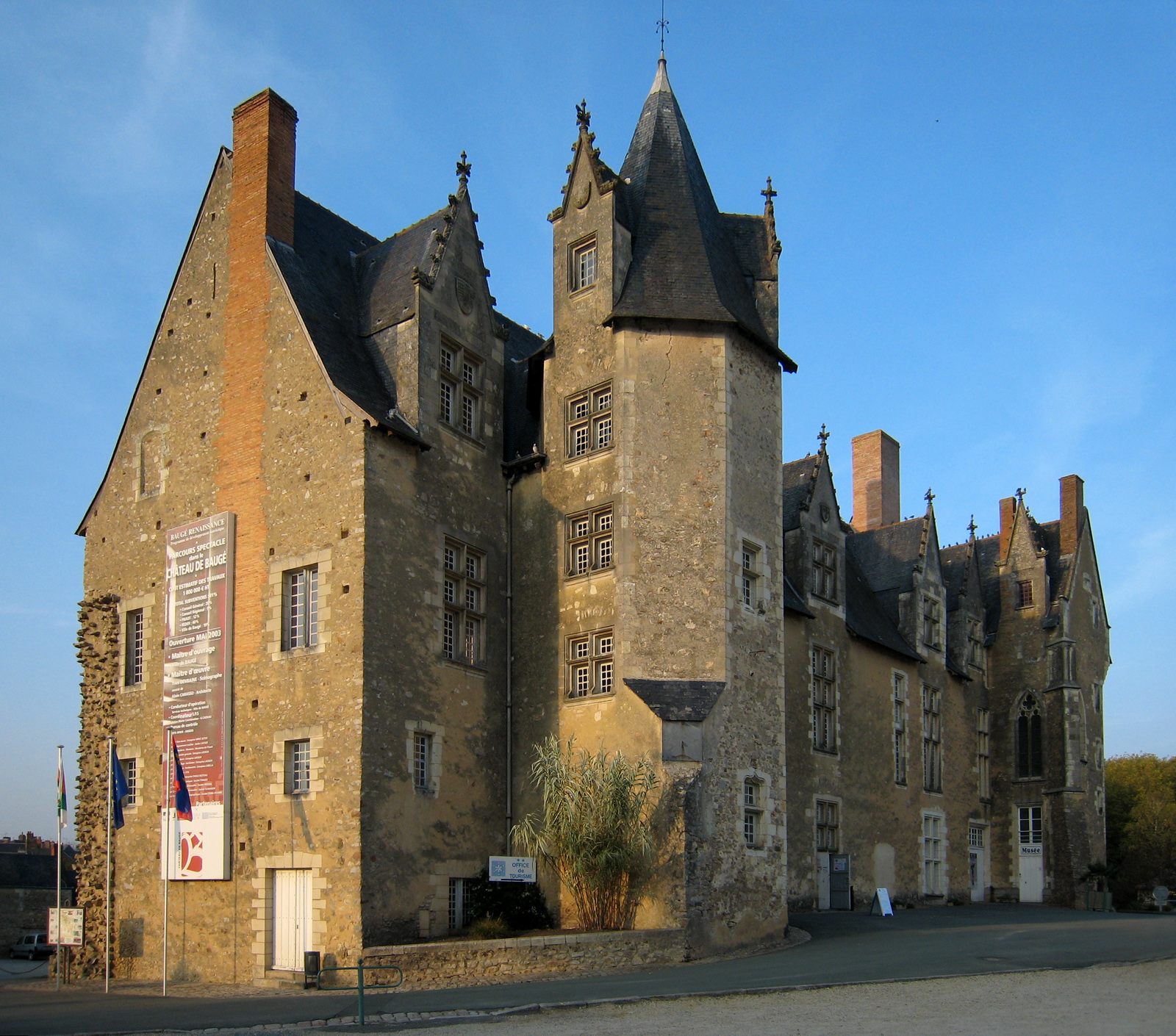
Kasteel van Baugé

Het Kasteel van Baugé (Frans: Château de Baugé) is een kasteel in de Franse gemeente Baugé-en-Anjou.
Het Kasteel van Baugé werd in de 11e eeuw door Foulques Nerra gebouwd. In 1442 kwam het, door het overlijden van Yolande van Aragón, in bezit van haar zoon René I van Anjou. In zijn opdracht en onder zijn toezicht werd het kasteel in 1455 verbouwd. Het kasteel moest eenvoudig maar mooi en aangenaam zijn. René I van Anjou verbleef er regelmatig om vanuit het kasteel te jagen in de naast gelegen bossen.
Het kasteel is te bezichtigen. Op de begane grond zijn een klein museum, een winkel en een tentoonstelling te vinden. Op de eerste verdieping zijn twee zalen, Salle d'Honneur en Salle des Anjou, te vinden. De tweede en laatste verdieping zijn eveneens verdeeld in twee zalen, Salle de Retrait de Roi en Salle Yolande d'Aragon. Van de oorspronkelijke indeling is vrijwel niets meer over.